# ホッサム・ガリ
ホッサム・ガリ（حسام السيد غالي、Hossam El Sayed Ghaly, 1981年12月15日 - ）は、エジプト・カフル・アッシャイフ県カフル・アッシャイフ出身の同国代表サッカー選手。ポジションはミッドフィールダー。
ポジションはDH、右SH、右SB。屈強なフィジカルと闘志むき出しのプレーで攻撃を阻む。得点に結びつく決定的なパスも出せる。